# Heinz Herald
Heinz Herald, de son vrai nom Georg Pinner, est un scénariste et un réalisateur allemand né le 24 octobre 1890 à Birnbaum (province de Posnanie) (actuellement Międzychód en Pologne) et mort le 22 juillet 1964 à Kreuth en Bavière (Allemagne).

## Biographie
Heinz Herald, fils d'un commerçant juif, fait ses études à Berlin. Il est d'abord intéressé par le théâtre : on le retrouve en 1910 dramaturge au Deutsches Theater ; en 1915, il publie un livre sur Max Reinhardt ; en 1917 il fonde la compagnie de théâtre "Das junge Deutschland" ; de 1920 à 1924, il est rédacteur en chef d'une revue de théâtre.
Au début des années 1920, il produit et réalise quatre films muets, mais continue à travailler avec Reinhardt au Deutsches Theater. En 1933, il perd son travail à cause de l'idéologie raciale du parti nazi et émigre aux États-Unis en passant par Paris et Londres.
À partir de 1935 il travaille comme scénariste à Hollywood et devient membre de la Writers Guild Screen. En 1953, il retourne en Allemagne et travaille comme conseiller artistique. Il y reste jusqu'à sa mort, hormis de 1956 à 1960 où il a vécu à nouveau aux États-Unis.

## Théâtre
- 1947 : The Burning Bush (co-écrit avec Géza Herczeg)

## Filmographie

### comme réalisateur
- 1921 : Brennendes Land
- 1922 : Die schwarze Schachdame
- 1922 : Die Perlen der Lady Harrison
- 1922 : Der politische Teppich

### comme scénariste
- 1937 : La Tornade de William Dieterle
- 1937 : La Vie d'Émile Zola de William Dieterle
- 1940 : La Balle magique du Docteur Ehrlich de William Dieterle
- 1945 : La Cible vivante d'Anthony Mann
- 1948 : The Vicious Circle de W. Lee Wilder

## Distinctions
- Oscars 1938 : Oscar du meilleur scénario adapté (La Vie d'Émile Zola), conjointement avec Géza Herczeg et Norman Reilly Raine
- Oscars 1941 : Nomination pour l'Oscar du meilleur scénario original (La Balle magique du Docteur Ehrlich), conjointement avec Norman Burnstine et John Huston